# Sundevedsgade
Sundevedsgade er en gade på Vesterbro i København, der går fra Vesterbrogade til Enghavevej. Gaden er en sidegade, der overvejende er præget af etageejendomme med enkelte forretninger. På halvvejen er der et brolagt T-kryds med Tøndergade. På hjørnet af Enghavevej er der blevet plads til en ganske lille plads udfor Café Høegs.
Oprindelig hed gaden Frydsvej eller Frydsgade opkaldt efter jernstøber H.C. Fryd (1810-1868), der opførte de nuværende Sundevedsgade 4 og 6 i den nordlige ende af gaden, og hvoraf nr. 4 blev fredet i 1987. I 1891 blev gadenavnet ændret til Sundevedsgade efter den sønderjyske landsdel Sundeved.